# Altdorf (Uri)
Altdorf é uma cidade da Suíça na comuna do mesmo nome, capital do Cantão Uri, situada no vale de Reuss, com cerca de 8.648 habitantes. Estende-se por uma área de 10,23 km², de densidade populacional de 845 hab/km². Confina com as seguintes comunas: Attinghausen, Bürglen, Flüelen, Seedorf. Fica situada a 55 km de Lucerna, através da linha férrea de São Gotardo  e a 28 km de Göschenen.  O seu porto no Lago dos Quatro Cantões, fica a 2 km de distânica. Dentro da cidade existe o mais pequeno convento de Capuchinhos da Suíça (1581).

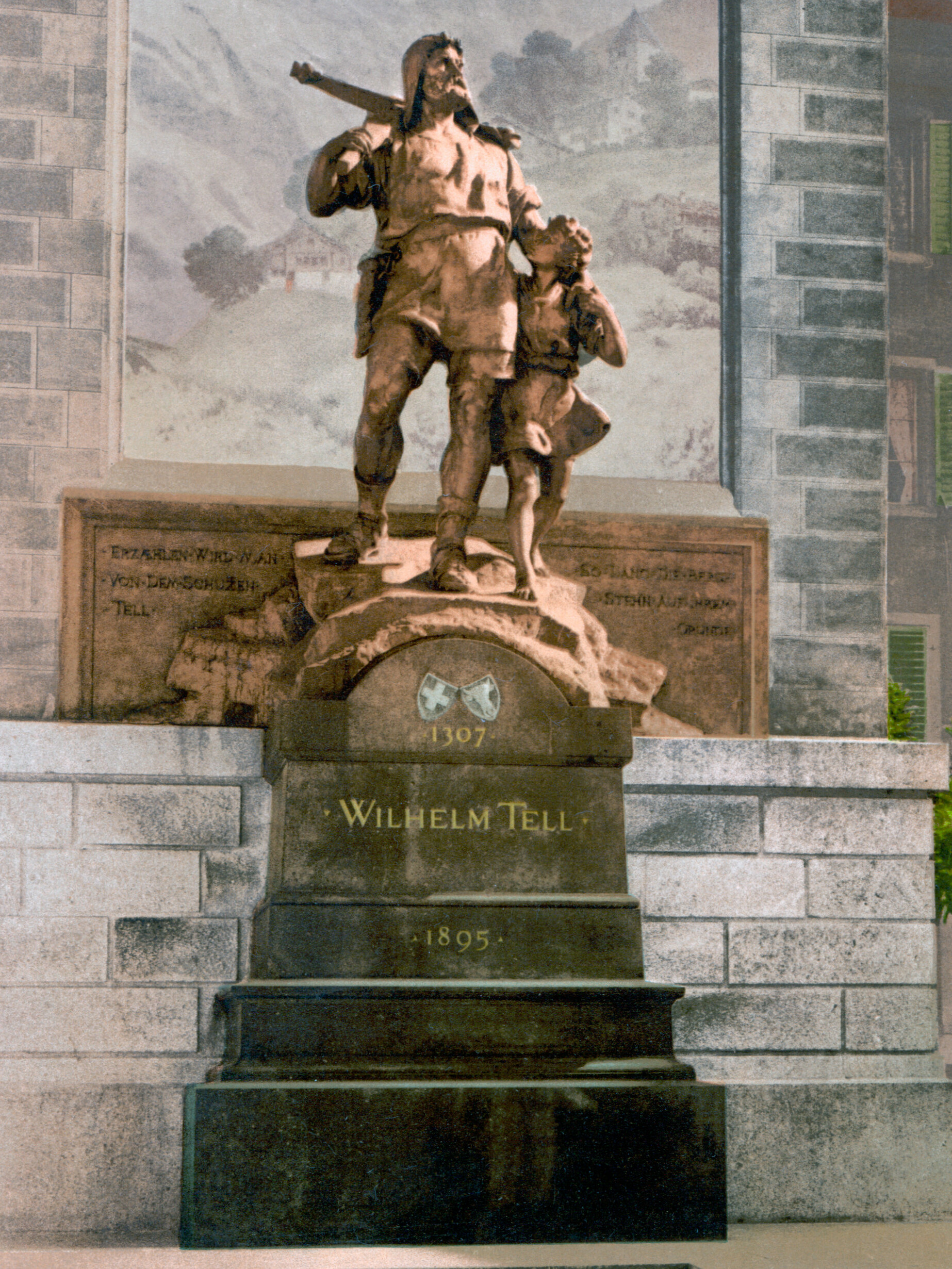
Estátua de Guilherme Tell em Altdorf.

Esta cidade tornou-se célebre graças à lenda de Guilherme Tell, que teria atirado uma seta na maçã colocada sobre a cabeça do próprio filho, conseguindo ganhar assim uma aposta. Este acto aconteceu segundo a tradição nn mercado da cidade, onde em 1895, perto de uma velha torre (com frescos rudes) foi erigida uma estátua de bronze esculpida pelo escultor Richard Kissling que representa Guilherme Tell e o seu filho.Em 1899 um teatro foi aberto na cidade apenas com o objectivo de representar uma peça de Friedrich Schiller, Guilherme Tell.
A(c)tualmente, a cidade  vive do fabrico de cabos, artigos de borracha, munições e produtos de madeira.
A língua oficial nesta comuna é o Alemão.